# FC Junkersdorf
Der FC Junkersdorf ist ein Sportverein mit über 700 Mitgliedern in den Abteilungen Fußball, Tischtennis, Volleyball, Badminton, Federfußball, Seniorengymnastik, Eltern und Kind Turnen und Wandern  aus dem Kölner Vorort Junkersdorf.

## Geschichte
Bis Ende der 1990er Jahre spielte der 1946 durch vier Freunde in der Gaststätte Zum Strößje gegründete Verein im unteren Amateurbereich. Der Aufwärtstrend begann 1998 mit der Meisterschaft in der neuntklassigen Kölner Kreisliga B und dem damit verbundenen Aufstieg in die Kreisliga A. Ihm folgte 1999 der Aufstieg in die Bezirksliga, im Jahr 2000 der Aufstieg in die Landesliga sowie 2002 der Aufstieg in die Verbandsliga Mittelrhein. Den vorerst letzten Aufstieg in die viertklassige Oberliga Nordrhein feierte der Verein im Jahr 2004, aus der er 2006 wieder absteigen musste.
Auf der Mitgliederversammlung des FC Junkersdorf am 3. Dezember 2010 beschlossen die Mitglieder einstimmig die Ausgliederung der Fußball-Abteilung. Nach dem Gewinn der Meisterschaft in der Mittelrheinliga 2010/11 wurde die ausgegliederte Seniorenfußballabteilung mit Zustimmung der Mitglieder des FC Viktoria Köln in diesen eingegliedert, der Nachfolgeverein des in Insolvenz gefallenen SCB Viktoria Köln, übernahm dadurch den Startplatz in der NRW-Liga für die Saison 2011/12.
Seitdem wird beim FC Junkersdorf nur noch Juniorenfußball gespielt.

## Stadion
Seit der Qualifikation zur Oberliga Nordrhein wechselte der Verein des Öfteren seine Spielstätte. Da der eigentliche Sportplatz des FCJ nicht oberligatauglich ist, spielte man zuerst im ASV Stadion im Sportpark Müngersdorf, also im Schatten des Rheinenergiestadions. Schon in der Saison 2004/05 zog man ins Sportzentrum Weiden um, welches über eine Stehtribüne für 1000 Zuschauer verfügt. Da sich dort jedoch kein fester Cateringbereich oder Toiletten befinden, kehrte man zur Saison 2006/07 ins ASV Stadion zurück.
Ab der Saison 2007/08 spielte der FC Junkersdorf in der Ostkampfbahn im Sportpark Müngersdorf. Neben ausreichend Stehplätzen verfügt die Kunstrasenanlage zusätzlich über eine Sitzplatztribüne für 250 Zuschauer.

## Persönlichkeiten

### Spieler
- Stephan Glaser (2003 bis 2004), zuvor u. a. 1. FC Köln
- Markus Kranz (2003 bis 2005), zuvor u. a. 1. FC Kaiserslautern, SC Fortuna Köln; 121 Bundesligaspiele
- Yves Ngongang (2006 bis 2007), ehemaliger kamerunischer Nationalspieler
- Tomasz Kaczmarek (2006 bis 2008), später Fußball-Konditionstrainer beim Bonner SC
- Jerome Propheter, später Arminia Bielefeld und Rot-Weiss Essen

### Trainer
- Wiktor Passulko (2007–2008)

## Volleyball
Die Volleyball-Frauen wurden in der Saison 2011/12 Meister der Regionalliga West und stiegen in die 2. Bundesliga auf, wo sie von 2012 bis 2023 als DSHS SnowTrex Köln antraten. Seit der Saison 2023/24 spielt die Mannschaft in der neu gegründeten 2. Bundesliga Pro, die unter der Bundesliga die zweithöchste Liga darstellt.
Die Volleyball-Männer spielen als MLK Volleys in der Saison 25/26 in der 2. Bundesliga.